# Camponotus punctatus
Camponotus punctatus é uma espécie de inseto do gênero Camponotus, pertencente à família Formicidae.